# Arisaema brucei
Arisaema brucei är en kallaväxtart som beskrevs av H.Li, R.Li och Jin Murata. Arisaema brucei ingår i släktet Arisaema och familjen kallaväxter. Inga underarter finns listade.